# Johann Münzberg
Johann Münzberg (* 3. August 1799 in Schönlinde, Böhmen; † 1. September 1878 in Schloss Libotschan, Böhmen) war ein deutsch-böhmischer Textilfabrikant. Die Textilwerke Johann Münzberg & Co., die er mit seinem Bruder gegründet hatte, waren 1876 ein bedeutendes Unternehmen der Branche in Böhmen.

## Leben
Münzberg wurde als Sohn des böhmischen Textilfabrikanten Johann Gottfried Lorenz Münzberg (1758–1824) in Schönlinde geboren. Er machte eine Lehre als Weber und arbeitete zunächst in der Fabrik zur Herstellung von Kattundruck, Zwirn und Leinwand, die sein Vater 1786 gegründet hatte. Er sammelte Erfahrungen als Geselle und Kaufmann in Rumburg und Georgswalde. 1828 gründete er mit seinem Bruder Josef Münzberg (1794–1867) eine Baumwollspinnerei, Theresienau, in Altstadt bei Tetschen. Sie entwickelte sich zu einer bedeutenden Firmengruppe. Nach weiteren Gründungen und Übernahmen verfügten die Fabriken unter dem Namen Textilwerke Johann Münzberg & Co. 1876 über 60.000 Spindeln und waren damit eines der bedeutendsten Unternehmen der Branche in Böhmen. Münzberg wurde als Spinnerkönig bezeichnet.

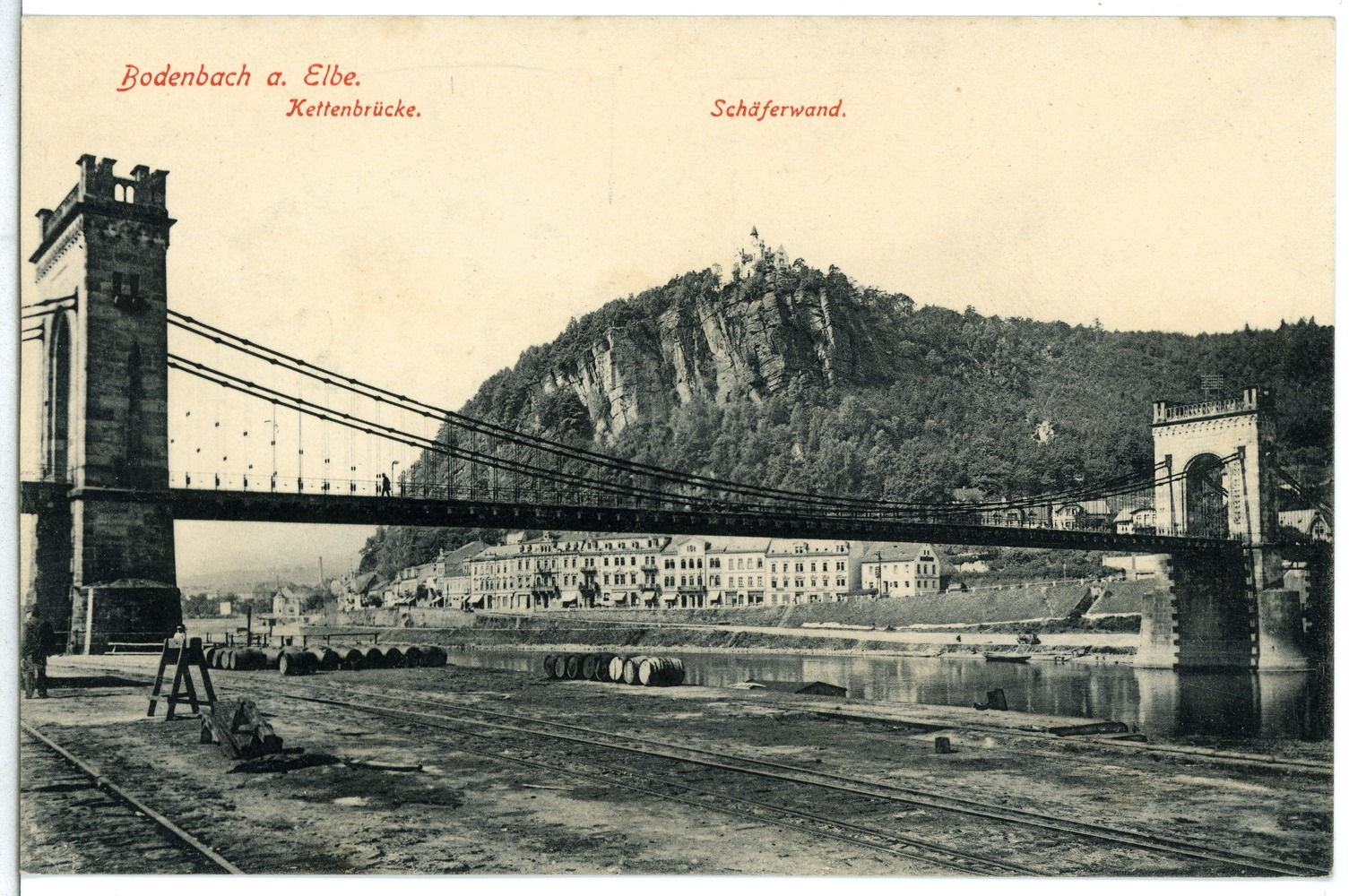
Kaiserin-Elisabeth-Brücke auf einer Postkarte (1910)

Münzberg gründete außerdem eine Brauerei auf seinem Gut in Libotschan und beteiligte sich an der Gründung einer Zuckerfabrik in Saaz. Er setzte sich für den Bau einer Brücke über die Elbe in Tetschen ein, um die Stadt mit der neuen Eisenbahnstrecke von Dresden nach Prag zu verbinden. Die Kettenbrücke wurde 1855 als Kaiserin-Elisabeth-Brücke eröffnet. Münzberg förderte den Bau der Böhmischen Nordbahn sowie die Einrichtung von Schulen und einer Sparkasse in Tetschen. In den Jahren 1848 und 1849 hatte er die Berechtigung, Notgeld zu drucken.
Münzbergs Nachkommen führten die Textilbetriebe weiter, doch viele wurden unrentabel und wurden daher stillgelegt oder von tschechischen Unternehmern übernommen. Die Fabrik in Bensen-Eleonorenhain blieb bis 1945 in Familienbesitz.
Münzberg wurde mit dem Franz-Joseph-Orden ausgezeichnet.